# Joseph Duveen
Joseph Duveen, 1. baron Duveen (ur. 14 października 1869 w Hull, zm. 25 maja 1939 w Londynie) – angielski marszand i filantrop. 
Pochodził z rodziny holenderskich marszandów zajmujących się niderlandzką sztuką żydowską. Pracował w firmie Duveen Brothers współzałożonej przez jego ojca Josepha Joela Duveena i wuja Henry’ego J. Duveena. Szybko zauważył, że majątki zgromadzone w Stanach Zjednoczonych pozwalają nabywać dzieła sztuki znajdujące się w posiadaniu zubożałych europejskich arystokratów. W ten sposób zgromadził własną kolekcję i fortunę.